# Шия (Дагестан)
Шия (цез. Шийаь) — село в Цунтинском районе Республики Дагестан. Входит в состав муниципального образования сельсовет Терутлинский.

## География
Находится в 26 км к северо-западу от с. Цунта.
Расположено на р. Цебаритлар (бассейн р. Метлуда).

## Население
| 1926 | 1939 | 1970 | 1989 | 2002 | 2010 | 2021 |
| ---- | ---- | ---- | ---- | ---- | ---- | ---- |
| 32   | ↗50  | ↘36  | ↗40  | ↗57  | ↘49  | ↗74  |